# Топоровка
Топоровка — село в Сосновоборском районе Пензенской области России. Входит в состав Вачелайского сельсовета.

## География
Село находится в восточной части Пензенской области, в пределах Приволжской возвышенности, в лесостепной зоне, на правом берегу реки Тешнярь, на расстоянии примерно 5 км (по прямой) к северо-западу от Сосновоборска, административного центра района. Абсолютная высота — 206 м над уровнем моря.

### Климат
Климат характеризуется как умеренно континентальный, с холодной продолжительной зимой и тёплым летом. Средняя температура воздуха самого тёплого месяца (июля) — 19 °C (абсолютный максимум — 39 °C); самого холодного (января) — −13 °C (абсолютный минимум — −46 °C). Среднегодовое количество атмосферных осадков варьируется от 480 до 627 мм, из которых большая часть выпадает в тёплый период. Снежный покров держится в течение 150—160 дней.

### Часовой пояс
Село Топоровка, как и вся Пензенская область, находится в часовой зоне МСК (московское время). Смещение применяемого времени относительно UTC составляет +3:00.

## Население
| 1864 | 1910 | 1926 | 1930 | 1939 | 1959 | 1979 |
| ---- | ---- | ---- | ---- | ---- | ---- | ---- |
| 250  | ↗436 | ↗441 | ↗474 | ↘423 | ↘377 | ↘183 |
| 1989 | 1996 | 2002 | 2010 |      |      |      |
| ↘99  | ↘91  | ↗95  | ↘54  |      |      |      |

### Национальный состав
Согласно результатам переписи 2002 года, в национальной структуре населения русские составляли 81 % из 95 чел.

## Известные уроженцы
- Кузьмин, Евгений Андреевич (1913—1991) — советский хозяйственный деятель, Герой Социалистического Труда.